# Hebecephalus beameri
Hebecephalus beameri är en insektsart som beskrevs av Hamilton och Ross 1972. Hebecephalus beameri ingår i släktet Hebecephalus och familjen dvärgstritar. Inga underarter finns listade i Catalogue of Life.